# 广渠门
39°53′41″N 116°26′47″E / 39.8946°N 116.4463°E

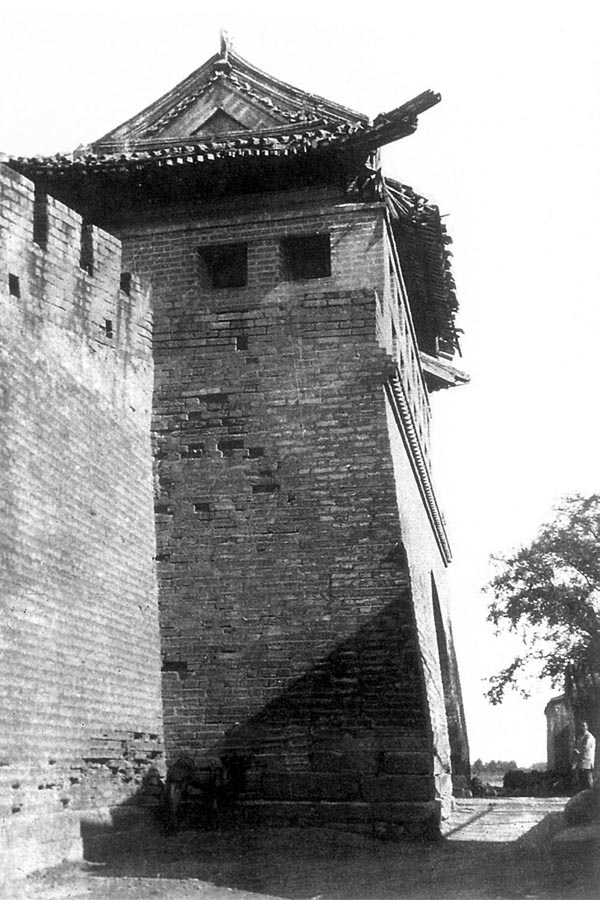
1920年的广渠门
此照片应是左安门箭楼，广渠门是外城东垣城门（东向），左安门是外城南垣城门（南向），从日照光线即可判定。

广渠门，俗称沙窝门，现今广渠门附近还有沙窝这个地名，是北京外城七门之一，位于外城东垣正中偏北。外城七门是指：东便门、西便门、左安门、右安门、广安门、广渠门和永定门。
广渠门规制与左安门相同，是单檐歇山顶的城楼，与相对称位置的广安门相比较小。广渠门的瓮城很有特点，一般城池的瓮城作为战备要地，里面没有建筑物和居民，而广渠门的瓮城里面有几家店铺。

## 历史
公元1629年11月，皇太极率军攻打北京，明朝名将蓟辽督师袁崇焕率精兵九千星夜驰援京城，赶在皇太极之前抵达广渠门外，击退皇太极大军。
广渠门城楼现在已经不复存在。1930年代日军占领时期将箭楼拆除，1953年为道路通畅拆除了城楼和瓮城。